# 王進旺
王進旺（1947年10月17日—），中華民國警察與政治人物，臺南市人。

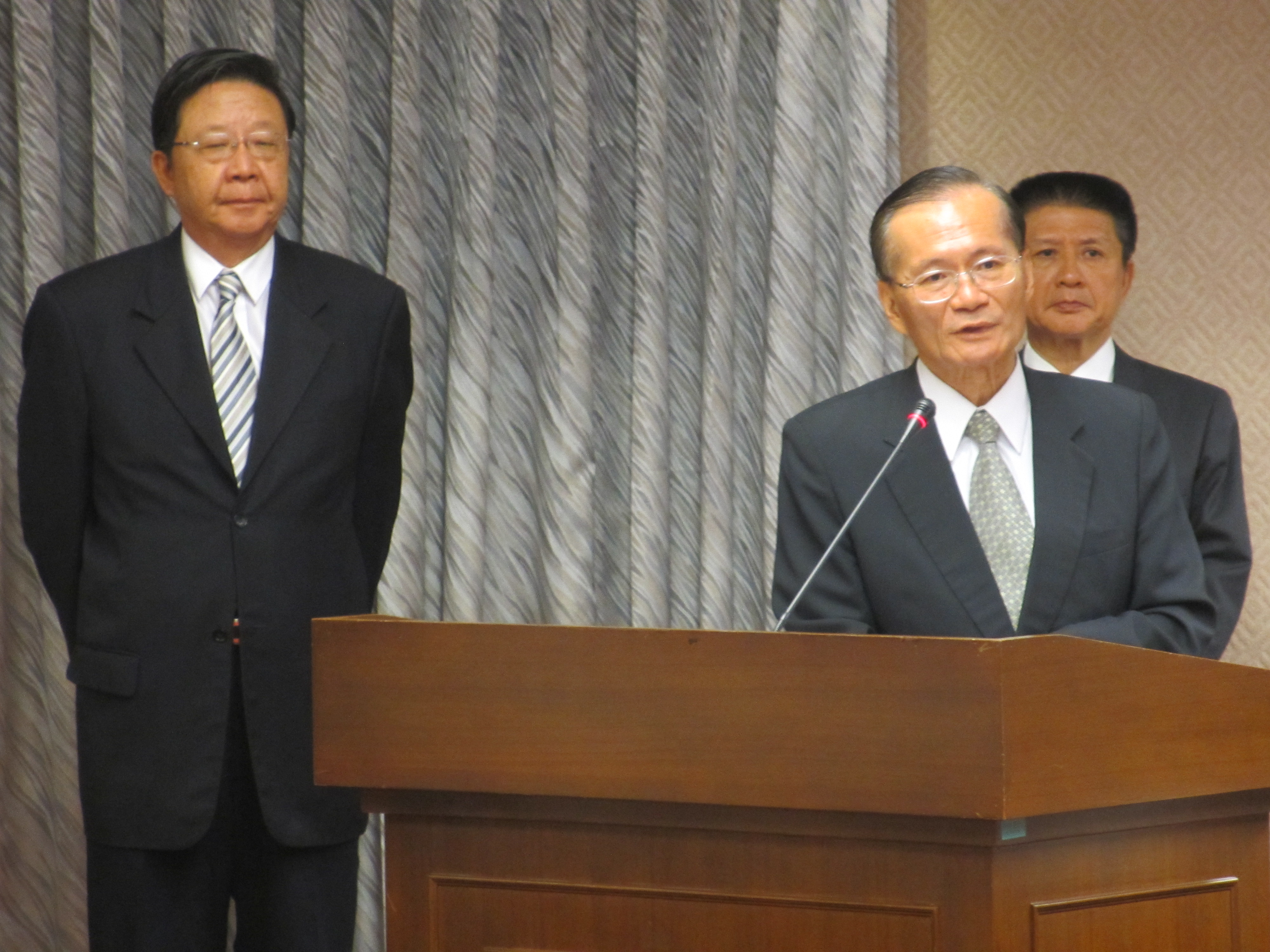
2013年10月，王進旺（中）立法院接受質詢。

## 簡介
1947年出生於中華民國臺南。

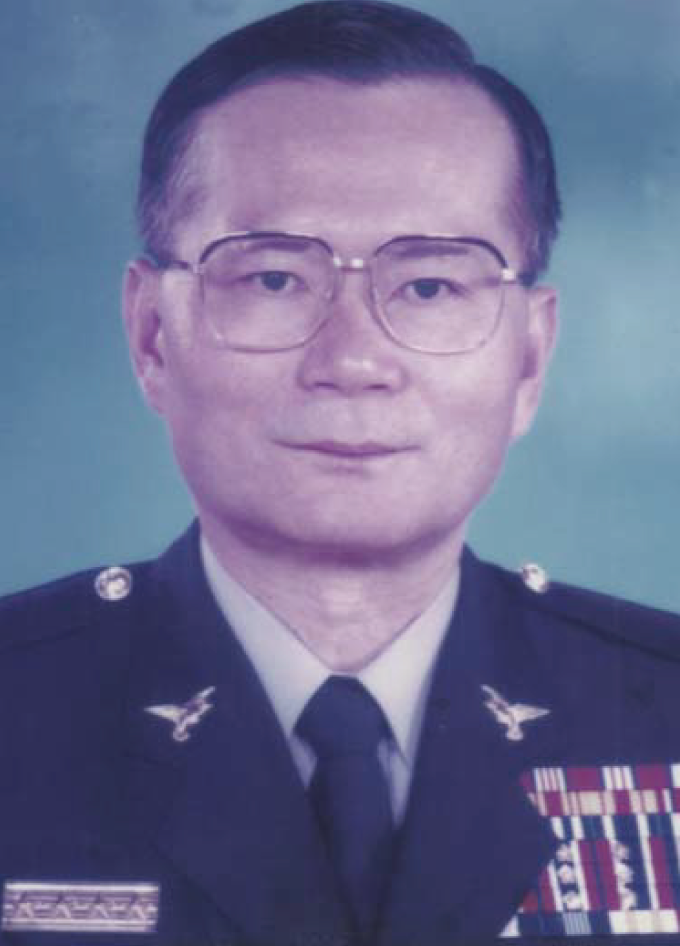
警政署長任內

1965年自屏東師範專科學校（今國立屏東大學）畢業，原為臺北市小學教師，任教三年後，立志從警，1969年考取中央警官學校（今中央警察大學）行政系正卅八期，畢業後歷任臺灣警察專科學校教育長、高雄縣警察局局長、警政署督察室主任、警政署主任秘書、臺北市警察局局長、警政署署長、國安局副局長等職，宦途得意，曾是年紀最輕、警大期別最低的警政署長。
2006年國立臺北大學犯罪學研究所畢業，並當選為第6屆傑出校友。
2006年1月被第一次蘇貞昌內閣延攬為行政院海岸巡防署署長，七年多的任期為目前海巡署任期最長的署長。
2014年12月於海巡署退休。

## 荣誉

### 中华民国勋章奖章
- 二等卿云勋章（2015年1月12日于台北总统府颁授[1]）